# Rostbrynad järnsparv
Rostbrynad järnsparv (Prunella strophiata) är en bergslevande asiatisk tätting i familjen järnsparvar.

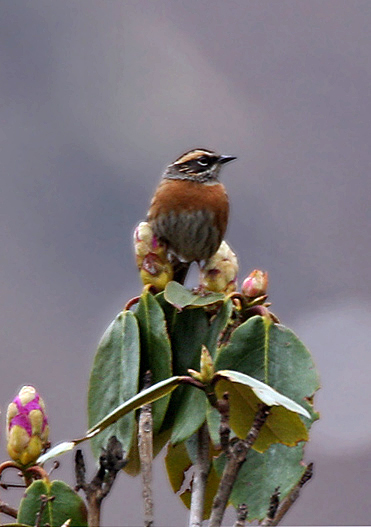
Rostbrynad järnsparv i Kullu, Himachal Pradesh, Indien.

## Utseende
Rostbrynad järnsparv är en medelstor tätting med en kroppslängd på 15 centimeter. Bland järnsparvarna känns den igen på ett rostrött band över bröstet, ett rost-och-vit-färgat ögonbrynsstreck, svartaktiga örontäckare samt svarta strimmor på halssidorna och undersidan. Ungfågeln liknar en ung rödbröstad järnsparv (P. rubeculoides), men har streckad buk.

## Läten
Lätena beskrivs i engelsk litteratur som drillande "tirr r r r t" och "twitt twitt".

## Utbredning och systematik
Rostbrynad järnsparv delas in i två underarter med följande utbredning:
- Prunella strophiata jerdoni – bergsområden från östra Afghanistan till norra Indien (Kashmir och Kumaon)
- Prunella strophiata strophiata – Himalaya från Nepal till sydöstra Tibet, sydvästra Kina och norra Myanmar

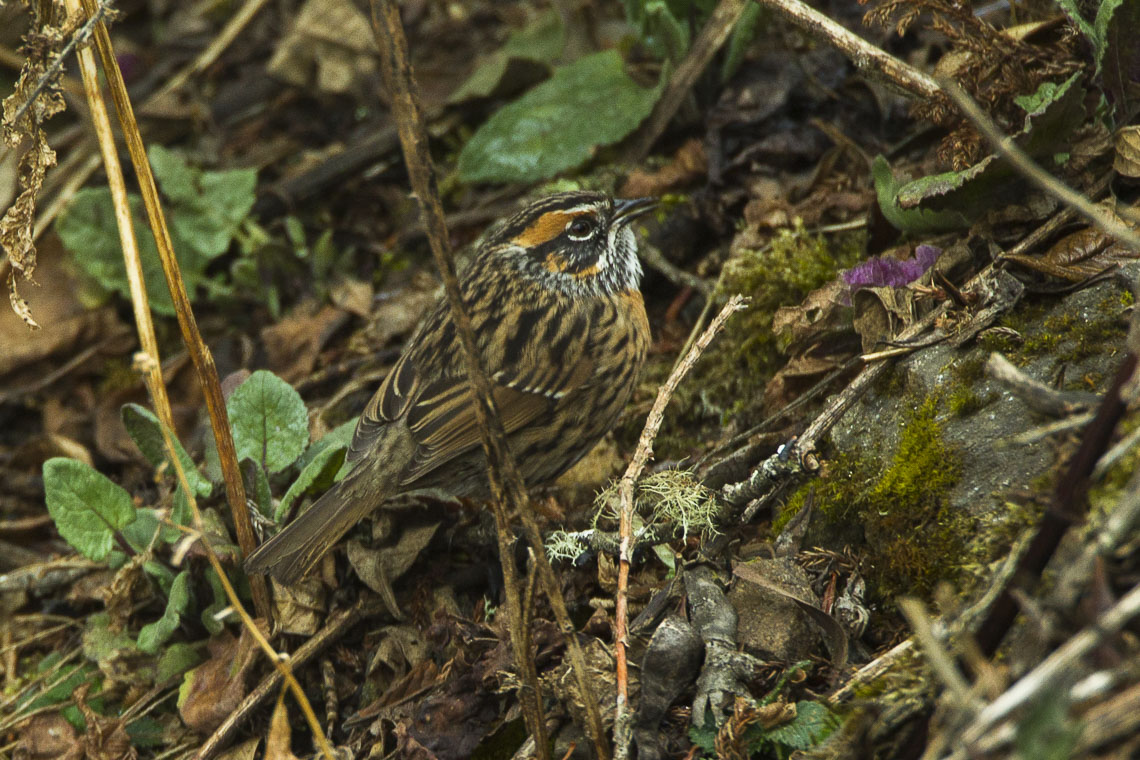
Rostbrynad järnsparv i Bhutan.

DNA-studier visar att dess närmaste släktingar troligen är brun järnsparv (Prunella fulvescens) och mongoljärnsparv (Prunella koslowi).

## Levnadssätt
Rostbrynad järnsparv häckar på höglänta sluttningar och övervintrar i buskigt odlingslandskap. Den födosöker dolt på marken under buskar, på jakt efter ryggradslösa djur, bland annat maskar, men även små frön, bär och frukt. Arten häckar från maj till augusti och lägger två kullar. Den är en stannfågel, men rör sig till lägre nivåer vintertid.

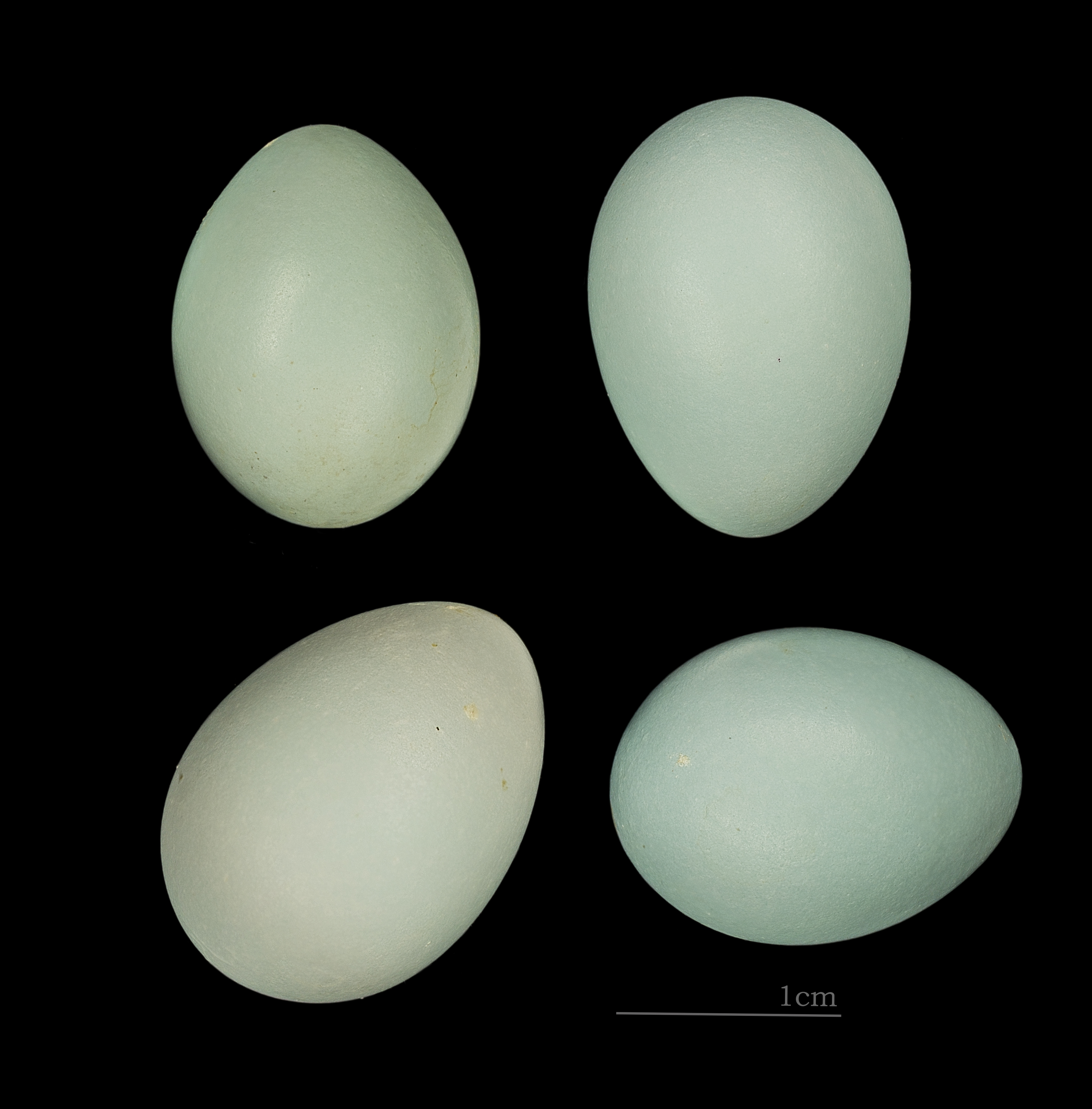
Rostbrynade järnsparvens ägg.

## Status och hot
Arten har ett stort utbredningsområde och en stor population med stabil utveckling som inte tros vara utsatt för något substantiellt hot. Utifrån dessa kriterier kategoriserar internationella naturvårdsunionen IUCN arten som livskraftig (LC). Världspopulationen har inte uppskattats men den beskrivs som den vanligaste järnsparven i västra delen av utbredningsområdet, frekvent förekommande i Pakistan, vanlig i norra Indien, ganska vanlig i Nepal och vanlig i Bhutan. Statusen i Burmma är oklar.